# Kerben, Mayen-Koblenz
Kerben là một đô thị ở huyện Mayen-Koblenz bang Rheinland-Pfalz, phía tây nước Đức. Đô thị Kerben, Mayen-Koblenz có diện tích 4,71 km².